# Helfenberg
Obec Helfenberg se nachází v okrese Rohrbach v Horním Mühlviertelu, ve spolkové zemi Horní Rakousy. Žije zde 1058 obyvatel. Soudními pravomocemi spadá pod soudní okrsek v Rohrbachu.

## Geografie
Helfenberg leží ve výšce 567 m v Horním Mühlviertelu blízko státních hranic s Českou republikou. Rozloha od severu na jih činí 2,9 km, od západu na východ 4,4 km. Celková rozloha činí 9,61 km². 36,1 % plochy tvoří lesy, 54,6 % je použito pro hospodářské účely.
Místní části obce jsou: Altenschlag, Auhäuser, Dobring, Helfenberg, Mühlholz, Neuling, Neuschlag, Preßleithen, Spanfeld, Thurnerschlag, Untereben, Waldhäuser.
Skrze obec Helfenberg protéká Steinerne Mühl – jedna ze tří řek, které dávají Mühlviertelu jméno.

## Historie
O Helfenbergu se poprvé zmiňuje roku 1108. První oficiální důkaz je z počátku 13. století. V těchto letech byl znám jako Helfenberg nebo také Piberstein. Roku 1918 byla obec přiřazena ke Spolkové republice Rakousko.
Po anšlusu Rakouska Třetí Říší dne 13. března 1938 byla obec zařazena pod územně správní jednotku Gau Oberdonau. Po roce 1945 se obnovilo Horní Rakousko.

## Politika
Starosta je Stefan Hölzl z politické strany ÖVP(Österreichische Volkspartei). V posledních 50 letech si ÖVP udržuje přibližně 3/4 hlasů při v obci, v roce 2003 to bylo až 71,2 %. SPÖ je zde tradičně druhou nejsilnější politickou stranou.

## Obyvatelstvo
Roku 1991 měla obec při sčítání lidu 1116 obyvatel a poté v roce 2001 1058 obyvatel.

## Významní rodáci
- Reinhold Mitterlehner (* 1955), rakouský politik